# Hilversums Conservatorium
Het Hilversums Conservatorium was een muziekvakopleiding gevestigd in Hilversum.
Dit instituut bestond tot 1994 als zelfstandige hbo-opleiding voor docerend en uitvoerend musicus, en werd vooral bekend vanwege de afdeling jazz/lichte muziek, waar vele nu bekende musici afstudeerden. In 1994 fuseerde de school met het Sweelinck Conservatorium in Amsterdam en nadat de fusie in 1998 was afgerond, ging het geheel verder als Conservatorium van Amsterdam. De fusie werd door de laatste directeur, organist-dirigent-docent Martin Kamminga, afgerond en begeleid.
Het Hilversums Conservatorium was voortgekomen uit de Muziekpedagogisch Akademie. Het was gevestigd in diverse gebouwen in Hilversum, met als hoofdgebouw de voormalige school van architect Dudok aan de Snelliuslaan. De school had circa 500 tot 600 leerlingen (onder wie veel buitenlanders), van wie circa 70% in de lichte muziek les had. Het instituut introduceerde de "Master Degree for Jazzperformance" onder accreditatie van de Universiteit van Miami (Florida). Met die opleiding vonden ook uitwisselingen van studenten en docenten plaats.